# 塤
塤（シュン、拼音: xūn、日本語読み：けん、壎とも書く）とは、中国の伝統管楽器のひとつで、粘土や陶磁で作られたべッセルフルート（英語: vessel flute、オカリナの仲間）のこと。土笛の一種。八音では「土」に属する。

## 名称
中国では陶器製のものを「陶塤」（タオシュン、táoxūn）と言い、他にも材質によって、石器製の「石塤」（シーシュン、shíxūn）、磁器製の「瓷塤」（ツーシュン、cíxūn）、獣骨製の「骨塤」（グーシュン、gǔxūn）、漆器製の「漆塤」（チーシュン、qīxūn）、貝殻製の「貝塤」（ベイシュン、bèixūn）などがある。
朝鮮半島には塤から派生したフン（朝鮮語: 훈、塤、hun）がある。
日本では、同じタイプの陶器の楽器は土笛（つちぶえ）と呼ばれ、「塤」の字訓もつちぶえである。

## 構造
大きさはさまざまだが、形状は卵形である。大きいものは低い音が出る。現在の代表的なものでは、いちばん上に吹き穴があり、指穴は通常吹き穴より小さいものが8つあり、両手の人差し指・中指・薬指・親指で押さえる。

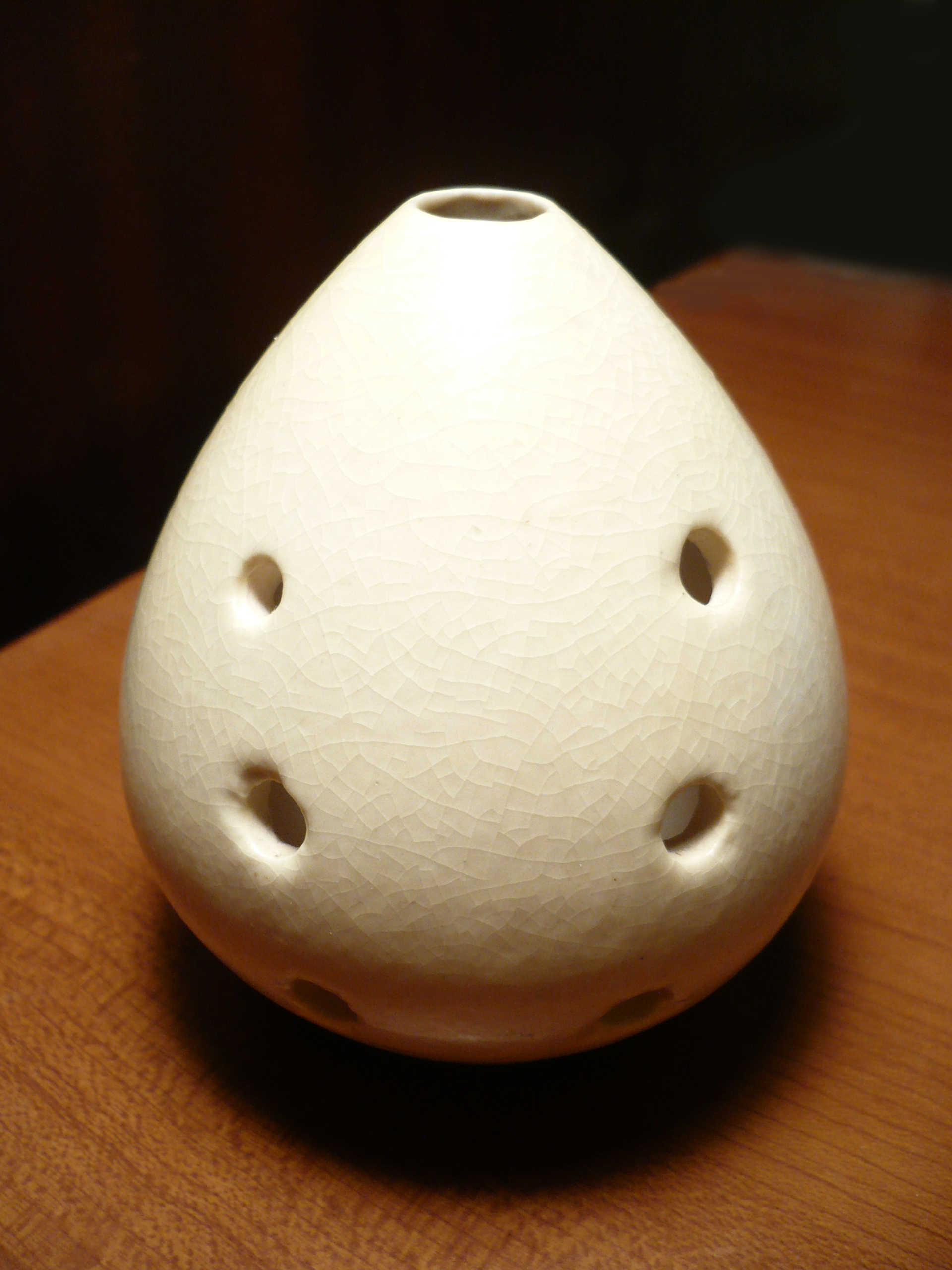
陶器の塤(指穴8)の前側
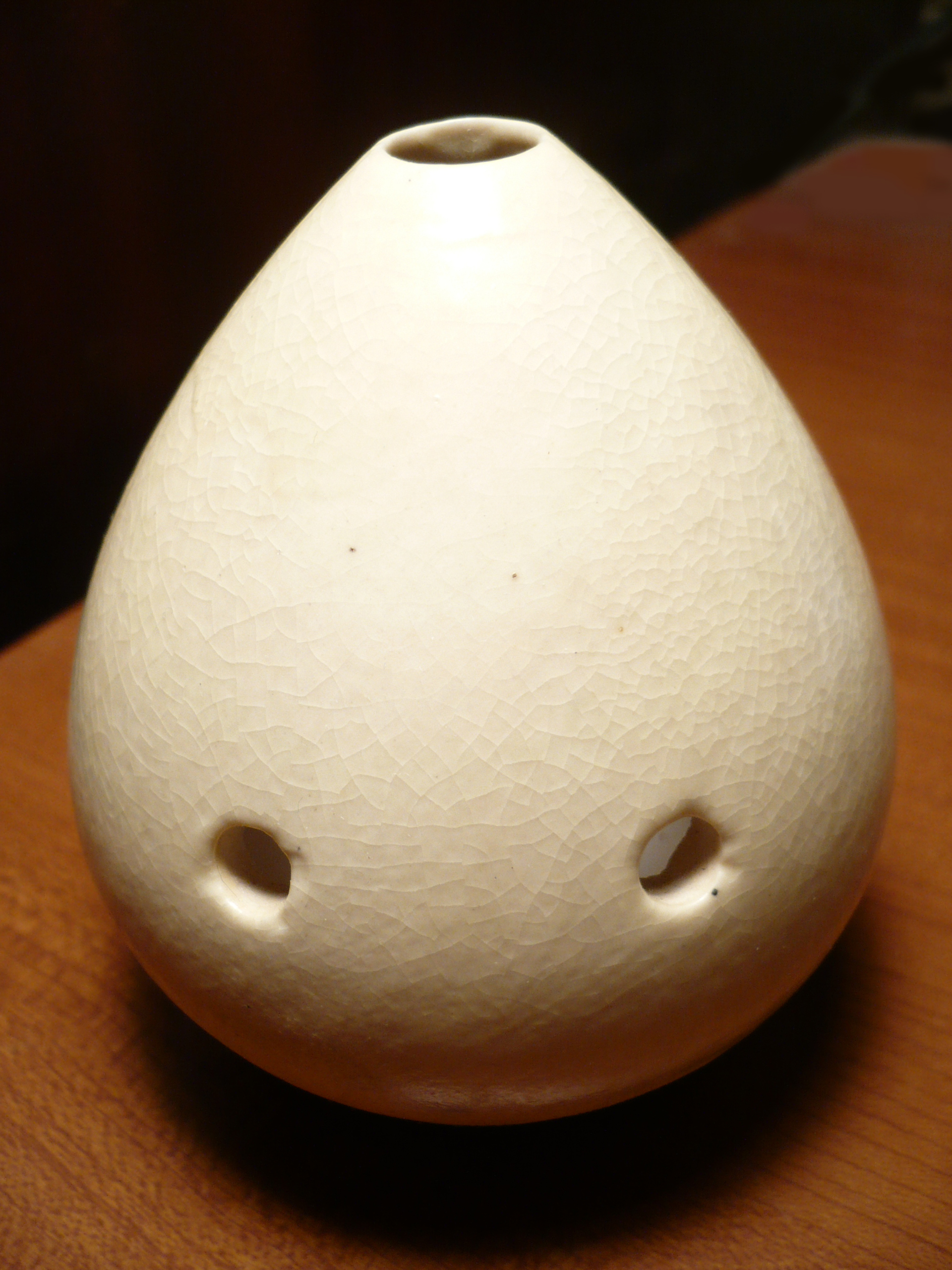
陶器の塤(指穴8)の後ろ側。親指用

## 歴史
起源は、狩猟の際に獲物を呼び寄せたり、反応を探るために使った管楽器と考えられている。骨で作る管状の呼び笛を「骨哨」といい、陶器製の「陶哨」も作られるようになった。中国浙江省の河姆渡文化や河南省の仰韶文化の新石器時代遺跡から、吹き穴だけの陶器の管楽器が出土しており、音色からこのような用途であると考えられる。
夏代には指穴2つのものがあり、音が4種出せたと伝えられている。殷代には陶器、石、骨で作られ、多くは底が平らな卵形に作られている。戦国時代には指穴4つになり、多くは平底卵形となった。漢代の『爾雅』の記述からも、陶器製で、大きさは大きい物ではガチョウの卵ほどで、上部は尖り、底は平らで、はかりのおもりの様な形で、穴が6つあり、小さいものでは鶏卵ほどの大きさであったことが分かる。多くの音が出せるようになったことから、秦、漢以降は、主に宮廷音楽（雅楽）に用いられるようになった。
その後廃れたが、1970年代以降、出土された楽器から再び注目されるようになった。日本の出土例では、西日本日本海側の弥生時代の遺跡を中心に、1993年（平成5年）時点で13カ所から58個が出土している。
出土品から注目を集めたことで新たに作成されたり、演奏が行われるようになった。代表的なアーティストに、サウンドアートの先駆者として知られる鈴木昭男などがいる。現代のものでは穴が増やされ、7個から10個の指穴が開けられている場合もある。